# Суворова, Агафия Ильинична
Суворова, Агафия, или Агриппина Ильинична (1804, 1810 либо 1830, Кострома — 11 декабря 1944, или 5 августа 1956, Энгельс или Саратов[уточнить]) — православная монахиня, возможно, игуменья РПЦ, неверифицированный супердолгожитель, по неофициальным данным, прожившая 146 лет. По другим данным прожила 114 лет.

## История
Православная монахиня, возможно, Саратовского Крестовоздвиженского женского монастыря.

Статья об Агафье в газете «Коммунист», 15.01.1937

Подтверждением её возраста якобы является надпись даты рождения и смерти на её могиле «1810-1956».
Непосредственных документов о её рождении и смерти нет.
Возможно, надпись о дате рождения на могиле является ошибкой. Но возможно, она действительно прожила 146 лет, поскольку в 1937 году, когда проводилась Всесоюзная перепись населения, её посетили минимум два корреспондента саратовских газет:

«Самый старый человек в городе»
«При переписи населения самым старым человеком в городе [Саратове] оказалась Агафья Ильинична Суворова, живущая во Втором рабочем проезде. Ей 132 года. Наш сотрудник посетил старушку и беседовал с ней. Она рассказывает о себе следующее:
— Родилась я в 1804 году. Хорошо помню войну России с Наполеоном.
Тогда я вместе с родителями жила в Костроме. Особенно помню крепостное право.
Я была крепостной помещика Кругликова в селе Федино Ярославской губернии. Жилось трудно. Работала день и ночь на господ.
В сутки выпрядала по 23 аршина тальки. Лет мне много.
Да, у нас в роду все жили долго. Мой отец Илья Павлович дожил до 160 лет, а дядя Василий Павлович — до 140 лет. Горжусь тем, что вынянчила Кравченко, который стал известным художником».
Старушка выглядит бодрой, но жалуется на одиночество. Пенсии она почему-то не получает. Нужно обеспечить её старость."
Газета «Коммунист» (Саратов), 15 января 1937 года

«Год рождения — 1804»
«Во время переписи населения в Саратове обнаружен редкий случай долголетия.
Гражданка Суворова Агафья Ильинична родилась в 1804 году, сейчас ей 132 года.
Несмотря на свой возраст, она сохранила ясность ума и хорошо помнит все большие исторические события, свидетельницей которых она была.
Суворова-бывшая крепостная барина Кургликова (село Федино, Романовского уезда, Ярославской губернии).
Во время войны 1812 года Агафья Ильинична жила около Костромы.
Сестра её заживо сгорела в риге, подожжённой французами.
Агафья Ильинична вынянчила известного теперь художника Кравченко.
Её отец и дядя прожили тоже более ста лет каждый.
Подобный случай в условиях средней полосы РСФСР является очень редким.»
«Год рождения — 1804.» Газета «Молодой сталинец». Саратов, 20 января 1937 года.

По воспоминаниям старожилов Саратова, Агафия не имела своего жилья и жила у разных православных прихожан, которые её кормили и одевали. По будним дням Агафья через Волгу приезжала из Энгельса в Саратов в Троицкий храм. По воспоминаниям прихожанки Людмилы К., «в будничные дни посещали Троицкий собор. В послевоенные годы народу там было много.. Бабушка показывала мне внучку Суворова, называя её полным именем Агриппина Ильинична Суворова. Агафия (так её тоже звали), как я заметила, всегда стояла в одном и том же месте: нижний храм Троицкого собора -с правой стороны, ближе к клиросу. Конечно, у монашек было специальное облачение, однако Суворова его не носила. Летом старенькое ситцевое платье, и никаких ярких тонов.. Зимой на ней было аккуратно перелицованное пальто, чтобы выглядело, как новое.. Обязательно тёмный платок прикрывал голову. Несмотря на то, что возраст у Агрипины Ильиничны Суворовой был за сто с лишним лет, лицо было удивительно красивое. И при этом держалась всегда прямо. И вот что удивительно, настоятель Свято-Троицкого собора иеромонах Борис, начиная обход, к первой подходил к Суворовой.. И не она подходила к нему, а именно он к ней. Такого, как утверждала бабушка, она никогда не встречала.»
По воспоминаниям протоиерея Всеволода Кулешова (1928—2019), он неоднократно встречал Агафью Суворову в храме.

## Захоронение на Воскресенском кладбище
Похоронена монахиня на Воскресенском кладбище Саратова, Пичугинский переулок, 25, на одном из лучших мест кладбища.
По официальному ответу Саратовского МКУ (Муниципального казённого учреждения) «Администрация кладбищ» от 26 января 2018 года, «согласно архивным данным книг регистрации захоронений на Воскресенском кладбище за 1944 г. имеется запись от 13 декабря 1944 г. о захоронении Суворовой А. И., возраст 114 лет».
Открытое поклонение Агафии началось после того, как на её могиле в начале 2000-х годов установили православный крест и мраморную доску с надписью.
Её могила является местом паломничества православных верующих.
Руководство Саратовской епархии неодобрительно относится к мифотворчеству и стихийному поклонению Агафии.

## Возможное родство с А. В. Суворовым
Не может являться внучкой великого русского полководца А. В. Суворова, поскольку у Александра Васильевича Суворова было двое детей: Наталья Александровна (1775—1844) и Аркадий Александрович (1784—1811).
Наталья вышла замуж за соучастника в убийстве Императора Павла I Николая Зубова и родила ему семерых детей. Они носили фамилию Зубовы, а не Суворовы: Александр, Платон, Надежда, Вера, Любовь, Ольга, Валериан.
Аркадий Александрович Суворов, трагически погибший в 27 лет, оставил сиротами четверых своих детей: Марию, Варвару, Александра, Константина.
Не было среди внуков Суворова ни одной Агафии либо Агриппины, и ни одного Ильи. Но внучка Суворова Варвара (1803-1885) 1803 года рождения. 
Также праправнучка Суворова Ольга Борисовна Столыпина (Нейдгардт, 1859—1944) была женой Петра Аркадьевича Столыпина, являвшегося в 1903—1906 годах губернатором Саратова.

## Фото могилы
- Игумения Агафья, внучка Суворова